# Blechroneromia eluta
Blechroneromia eluta là một loài bướm đêm trong họ Geometridae.